# Open range

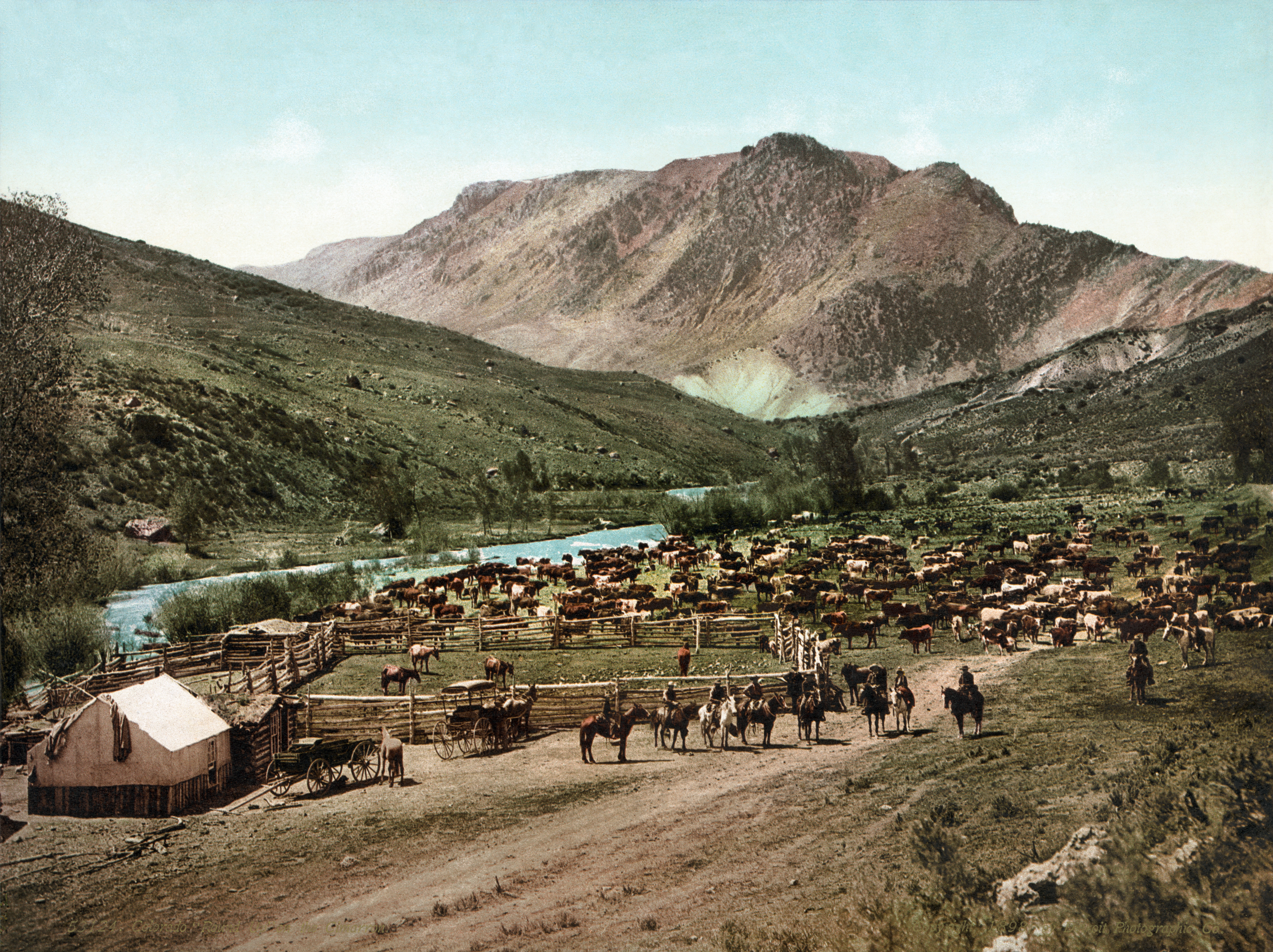
Un branco in Colorado, ca. 1898.

Negli Stati Uniti occidentali e in Canada, si definisce open range il territorio in cui i bovini vagano liberamente indipendentemente dalla proprietà della terra. Laddove esistono leggi "open range", coloro che vogliono tenere gli animali fuori dalla loro proprietà devono erigere una recinzione per tenere fuori gli animali; questo vale anche per le strade pubbliche. La terra in open range che è designata come parte di un "herd district" inverte le responsabilità, richiedendo al proprietario di un animale di recintarlo o di tenerlo comunque sulla proprietà della persona.  La maggior parte degli stati USA orientali e dei distretti in Canada richiedono invece ai proprietari di recintare il proprio bestiame.